# Аль-Салам (стадион)
Стадион «Аль-Салам» (араб. ستاد السلام‎) — по спонсорским причинам после недавнего приобретения стадиона, является многофункциональным стадионом, который расположен в Каире, Египет, вмещающий 30 000 человек, который используется в основном для футбольных матчей. Стадион является домашней ареной клуба «Эль-Харби», а также на стадионе иногда проводятся домашние матчи «Аль-Ахли».

## История
Стадион был построен в 2009 году для молодёжного чемпионата мира (до 20) 2009 и на стадионе прошли матчи группы B.
Впоследствии стадион принимал матчи Кубка африканских наций 2019 года.
4 декабря 2019 года «Аль-Ахли» объявил, что приобрёл стадион у Министерства военного производства Египта на 25 лет до 2045 года в рамках «видения клуба на 2045 год» с возможностью возврата стадиона, если будет построен новый предлагаемый стадион «Аль-Ахли». В результате 12 августа 2020 года было сообщено, что официальное название стадиона было официально изменено со стадиона Аль-Салам на стадион Аль-Ахли ВЕ Аль-Салам. Однако президент Эль-Энтаг Эль-Харби Ашраф Амер Только через день объявил, что название стадиона не изменится со стадиона Аль-Салам в соответствии с соглашением, достигнутым между Аль-Ахли, Министерством военного производства Египта и Estadat.
Несмотря на приобретении стадиона, Аль-Ахли подтвердил, что Эль-Entag-Эль Харби, в клубе, принадлежащем египетского министерства военного производства, которые привыкли играть свои домашние матчи там, может быть позволено играть на стадионе, как правило, до конца сезона 2019/20, чтобы избежать любых возможных проблем или конфликтов в Лиге график, с возможностью продлить его на дальнейшие сезоны. «Аль Ахли» также подтвердил, что всем национальным командам будет разрешено играть на площадке.

## Кубок африканских наций 2019
| Дата         | Время (CEST) | Сборная 1   | Результат      | Сборная 2   | Стадия   | Посещаемость |
| ------------ | ------------ | ----------- | -------------- | ----------- | -------- | ------------ |
| 23 июня 2019 | 16:30        | Марокко     | 1:0            | Намибия     | Группа D | 6,857        |
| 24 июня 2019 | 16:30        | Кот-д’Ивуар | 1:0            | ЮАР         | Группа D | 4,961        |
| 28 июня 2019 | 19:00        | Марокко     | 1:0            | Кот-д’Ивуар | Группа D | 27,500       |
| 28 июня 2019 | 22:00        | ЮАР         | 1:0            | Намибия     | Группа D | 16,090       |
| 30 июня 2019 | 18:00        | Бурунди     | 0:2            | Гвинея      | Группа B | 5,753        |
| 1 июля 2019  | 18:00        | ЮАР         | 0:1            | Марокко     | Группа D | 12,098       |
| 1 июля 2019  | 21:00        | Танзания    | 0:3            | Алжир       | Группа C | 8,921        |
| 5 июля 2019  | 18:00        | Марокко     | 1:1 (1:4 пен.) | Бенин       | Плей-офф | 7,500        |
| 11 июля 2019 | 21:00        | Мадагаскар  | 0:3            | Тунис       | Плей-офф | 7,568        |
| 17 июля 2019 | 21:00        | Тунис       | 0:1            | Нигерия     | Плей-офф | 6,340        |